# Guillaume Abbes
Guillaume Abbes († 1686) war ein französischer Theologe.
Abbes wurde in Bédarieux, einer heute im Département Hérault gelegenen südfranzösischen Gemeinde, geboren. Er studierte an der Sorbonne und erlangte den akademischen Grad eines Baccalaureus. Daraufhin wurde er zuerst Kanoniker der Kirche Saint-Sébastien in Narbonne und später Domherr der Kirche Saint-Paul, wobei er vor allem als Prediger aktiv war. Er verfasste unter dem Titel Le parfait orateur (Narbonne 1648) eine Abhandlung über Beredsamkeit, die er Claude de Rebé, Erzbischof von Narbonne, widmete. Auf diesen Prälaten hielt er 1659 auch die Grabrede. In dem erwähnten Werk über die Redekunst, das viele ausgezeichnete Stilregeln enthält, folgt Abbes den Vorstellungen der antiken Rhetorik und entnimmt auch die meisten der von ihm angeführten Beispiele der antiken christlichen Literatur.